# Yma o Hyd
Yma o Hyd (en català: Encara aquí) és una cançó patriòtica gal·lesa escrita pel cantautor i polític del Plaid Cymru, Dafydd Iwan. Fou enregistrada al 1981 i posteriorment publicada al 1983. La cançó parla de la supervivència de la llengua gal·lesa així com de la pròpia Gal·les des dels temps de l'emperador Magne Màxim i la posterior reitirada dels romans l'any 383.
La cançó veié la llum en un període polític convuls durant el mandat de Thatcher on moltes mines de carbó hagueren de tancar. Amb tot, la cançó feu revifar els ànims del moviment nacionalista gal·lès
Yma o Hyd fou primerament utilitzada com a himne no oficial per l'equip de rugby Scarlets i després pels afecionats del Wrexham Association Football Club. Posteriorment, també va ser interpretat en el partit que la selecció gal·lesa de futbol jugà contra Àustria el 24 de març de 2022 pel mateix Dafydd Iwan.